# Maamar Mamouni
Maamar Mamouni (ar. معمر مأموني, ur. 28 lutego 1976 w Tours) – algierski piłkarz grający na pozycji defensywnego pomocnika.

## Kariera klubowa
Mamouni urodził się we Francji w rodzinie pochodzenia algierskiego. Karierę piłkarską rozpoczął w klubie Tours FC. W latach 1993–1995 grał w nim w czwartej lidze francuskiej, a następnie odszedł do piątoligowego AC Ajaccio. W 1996 roku został zawodnikiem pierwszoligowego Le Havre AC. W nim zadebiutował 23 sierpnia 1996 w przegranym 0:1 wyjazdowym spotkaniu z RC Strasbourg. W 2000 roku spadł z Le Havre do drugiej ligi i wtedy też zaczął grać w podstawowym składzie zespołu. W Le Havre występował do lata 2002. W sezonie 2002/2003 grał w innym drugoligowcu, US Créteil-Lusitanos.
Latem 2003 roku Mamouni przeszedł do belgijskiego R.A.A. Louviéroise. W nim zadebiutował 9 sierpnia 2003 w zremisowanym 0:0 wyjazdowym spotkaniu z KVC Westerlo. Po roku gry w Louviéroise odszedł do KAA Gent, gdzie po raz pierwszy wystąpił 21 sierpnia 2004 w meczu z RAEC Mons (2:1). W 2006 roku odszedł z Gent do Lierse SK (debiut: 16 września 2006 w przegranym 1:2 meczu z Cercle Brugge), w którym spędził cały sezon 2006/2007. W sezonie 2007/2008 rozegrał 2 mecze w greckim drugoligowcu, Panserraikosie, w którym zakończył karierę.
| Sezon   | Klub                 | Kraj    | Rozgrywki              | Mecze | Bramki |
| ------- | -------------------- | ------- | ---------------------- | ----- | ------ |
| 1993/94 | Tours FC             | Francja | Championnat National 2 | 17    | 0      |
| 1994/95 | Tours FC             | Francja | Championnat National 2 | 26    | 1      |
| 1995/96 | AC Ajaccio           | Francja | Championnat National 3 | 29    | 0      |
| 1996/97 | Le Havre AC          | Francja | Ligue 1                | 8     | 0      |
| 1997/98 | Le Havre AC          | Francja | Ligue 1                | 3     | 0      |
| 1998/99 | Le Havre AC          | Francja | Ligue 1                | 13    | 2      |
| 1999/00 | Le Havre AC          | Francja | Ligue 1                | 21    | 2      |
| 2000/01 | Le Havre AC          | Francja | Ligue 2                | 31    | 2      |
| 2001/02 | Le Havre AC          | Francja | Ligue 2                | 33    | 1      |
| 2002/03 | US Créteil-Lusitanos | Francja | Ligue 1                | 19    | 2      |
| 2003/04 | R.A.A. Louviéroise   | Belgia  | Eerste Klasse          | 27    | 7      |
| 2004/05 | KAA Gent             | Belgia  | Eerste Klasse          | 29    | 2      |
| 2005/06 | KAA Gent             | Belgia  | Eerste Klasse          | 23    | 1      |
| 2006/07 | Lierse SK            | Belgia  | Eerste Klasse          | 16    | 0      |
| 2007/08 | Panserraikos FC      | Grecja  | Beta Ethniki           | 2     | 0      |

## Kariera reprezentacyjna
W reprezentacji Algierii Mamouni zadebiutował 6 czerwca 1999 roku w przegranym 0:2 meczu eliminacji do Pucharu Narodów Afryki 2000 z Tunezją. W 2000 roku został powołany do kadry na ten turniej. Był na nim podstawowym zawodnikiem i rozegrał 4 spotkania: z Demokratyczną Republiką Konga (0:0), z Gabonem (3:1), z Republiką Południowej Afryki (1:1) i ćwierćfinale z Kamerunem (1:2). W 2004 roku w Pucharze Narodów Afryki 2004 rozegrał 3 mecze: z Kamerunem (1:1), z Egiptem (2:1, gol w 13. minucie i czerwona kartka) i ćwierćfinałowy z Marokiem (1:3). Od 1999 do 2005 roku rozegrał w kadrze narodowej 30 spotkań i strzelił 2 gole.